# Clinopodium multiflorum
Clinopodium multiflorum là một loài thực vật có hoa trong họ Hoa môi. Loài này được (Ruiz & Pav.) Kuntze mô tả khoa học đầu tiên năm 1891.